# Шишаев, Виктор Михайлович
Виктор Михайлович Шишаев (15 февраля 1929, Люблино, Московская область, ныне — в черте Москвы) — советский футболист, выступавший на позиции защитника. Сыграл 11 матчей в высшей лиге СССР.

## Биография
Воспитанник футбольной команды «Локомотив» (Люблино), в этой же команде начинал выступать на взрослом уровне.
В 1951 году перешёл в московское «Динамо». Дебютный матч в высшей лиге сыграл 8 апреля 1951 года против тбилисского «Динамо». Всего за сезон провёл 10 матчей в чемпионате страны.
После ухода из московского «Динамо» числился в составе ленинградских одноклубников, а также играл за ВМС (Москва), команду города Калининграда и ижевский «Зенит». В мае 1956 года сыграл один матч в высшей лиге в составе кишинёвского «Буревестника».
Дальнейшая судьба неизвестна.